# Piribebuy
Piribebuy – miasto w Paragwaju, w departamencie Cordillera.